# Notre-Dame-de-Pitié (Puteaux)

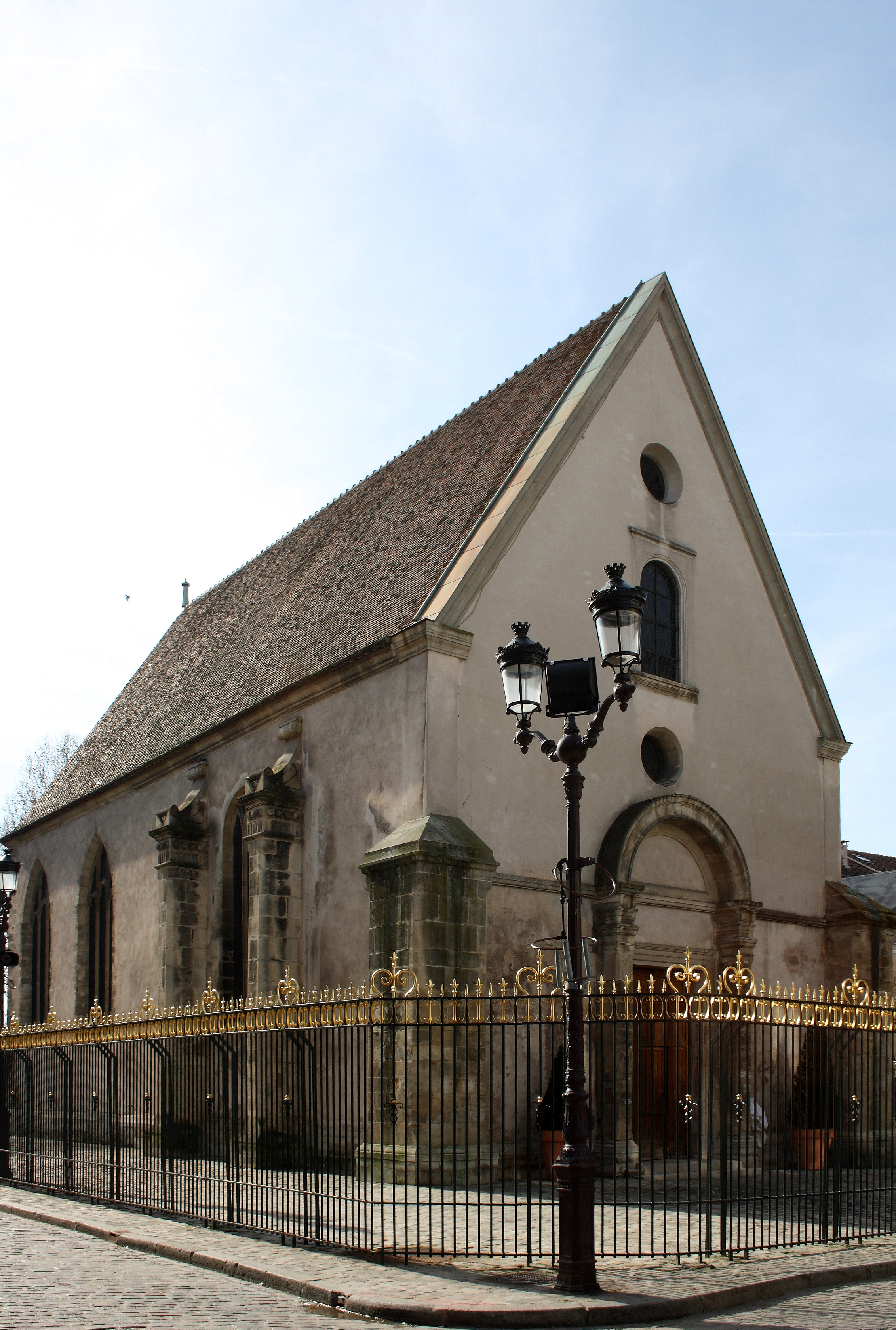
Pfarrkirche Notre-Dame-de-Pitié

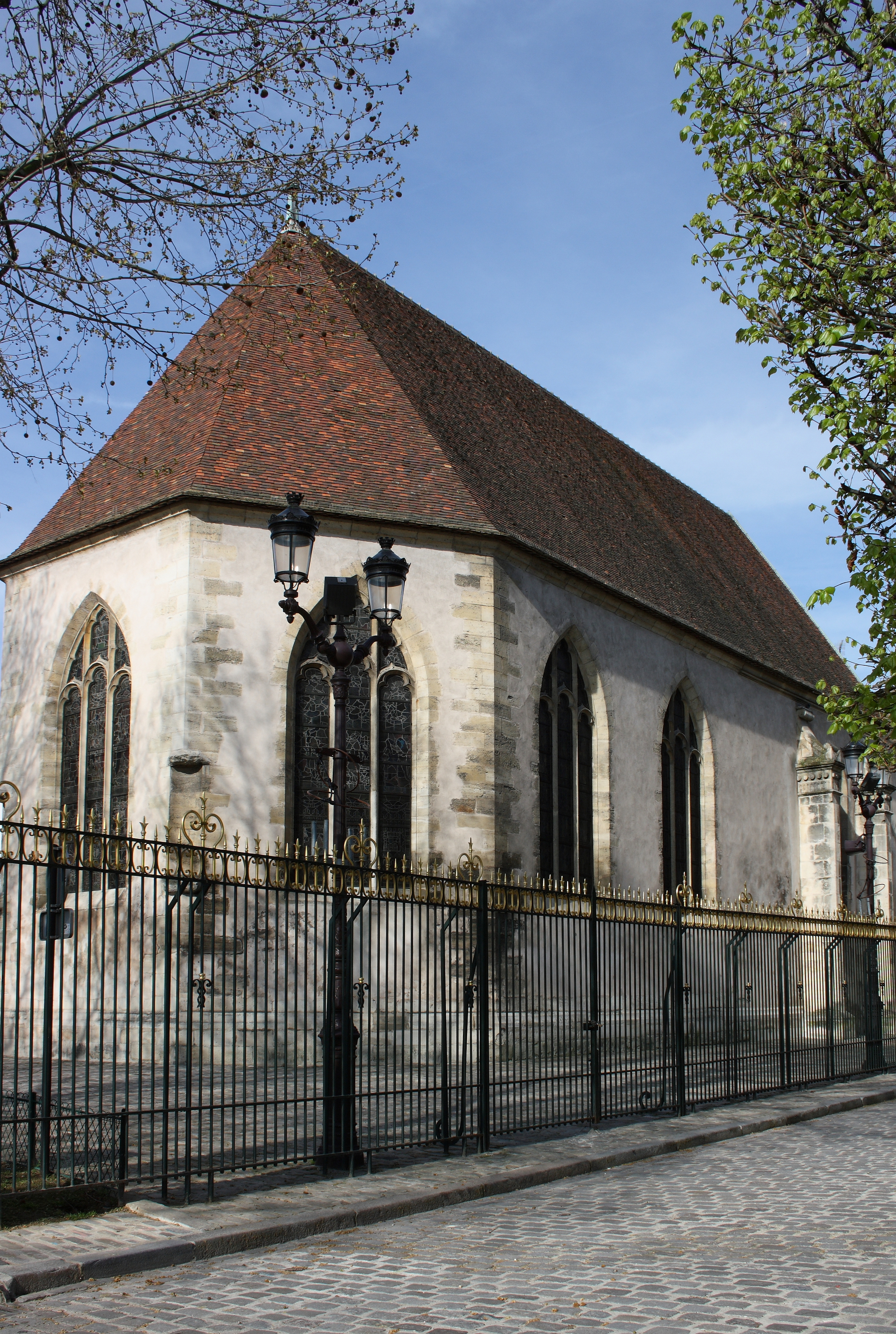
Ansicht von Osten

Die katholische Pfarrkirche Notre-Dame-de-Pitié in Puteaux, einer Gemeinde im  Département Hauts-de-Seine in der französischen Region Île-de-France, wurde im 16. Jahrhundert errichtet. Nach Jahren des Verfalls wurde die Kirche, in der Bleiglasfenster aus der Renaissance erhalten sind, im Jahr 1975 als Monument historique in die Liste der französischen Baudenkmäler aufgenommen. 

## Geschichte
Im Jahr 1509 genehmigte der Abt von Saint-Germain-des-Prés den Bau einer Kapelle in Puteaux, die 1523 vom damaligen Bischof von Paris, François de Poncher, geweiht wurde. Die Kapelle, die ursprünglich der Pfarrei von Suresnes unterstand, nahm das Patrozinium Notre-Dame-de-Pitié (Zu Unserer Lieben Frau vom Mitleid) an. In der Folge wurde das Gebäude mehrfach umgebaut und verändert. Im 16. Jahrhundert wurde die Kapelle mit Bleiglasfenstern ausgestattet, die 1886 als Monuments historiques anerkannt wurden. Im Jahr 1718 wurde Puteaux zur eigenständigen Pfarrei erhoben und Notre-Dame-de-Pitié wurde Pfarrkirche.
Nach dem Bau der neuen Pfarrkirche Sainte-Mathilde in den 1930er Jahren wurde Notre-Dame-de-Pitié für den Gottesdienst geschlossen und dem Verfall preisgegeben. Die Renaissancefenster wurden im Schloss Champs-sur-Marne zwischengelagert. In den 1960er Jahren sollte die Kirche abgerissen werden, im Jahr 1975 entschloss man sich, die Kirche zu restaurieren. Seit 1985 finden dort wieder Gottesdienste, Taufen und Hochzeiten sowie Konzerte und andere kulturelle Veranstaltungen statt. Die Renaissancefenster wurden ebenfalls restauriert und wieder eingebaut.

## Architektur
Die Kirche ist auf rechtwinkligem Grundriss errichtet. Das Langhaus besitzt weder Seitenschiffe noch Querhaus und mündet in eine polygonale Apsis. 

## Renaissancefenster
- Mittleres Chorfenster

| Auf dem zentralen Chorfenster werden Szenen aus dem Leben des heiligen Renatus dargestellt. Nach der Legende soll Renatus als Säugling gestorben und durch den Bischof von Angers, den heiligen Maurilius, wieder zum Leben erweckt worden sein. Auf den äußeren unteren Scheiben sieht man den Stifter und seine Gemahlin mit ihren Kindern. Die oberen Scheiben stellen rechts die Geburt des heiligen Renatus, links sein Begräbnis und in der Mitte seine Wiedererweckung dar. - Stifter und Söhne - Bischof Maurilius von Angers und Renatus - Stifterin und Töchter |

- Linkes Chorfenster

| Auf dem linken Chorfenster wird die Himmelfahrt Mariens dargestellt. Auf der mittleren Lanzette schwebt Maria, von einem Strahlenkranz umgeben und in eine Wolke gehüllt, zum Himmel empor. Seitlich sind Engel dargestellt, darunter die Apostel. Die Inschriften auf den beiden äußeren Lanzetten geben die Jahreszahl mil cinq cans cinquantehuit (1558) wieder. Im Maßwerk sieht man die Dreifaltigkeit. Die unteren Scheiben sind aus Fragmenten zusammengesetzt. - Dreifaltigkeit - Mariä Himmelfahrt - Fragmente |

- Rechtes Chorfenster

| Auf dem rechten Chorfenster wird die Pfingstszene dargestellt. In der Mitte thront Maria, mit einem blauen Umhang bekleidet, vor ihr liegt ein aufgeschlagenes Buch. Um sie scharen sich Apostel und Jünger. - Dreifaltigkeit - Fragmente - Fragmente |

- Fenster 3

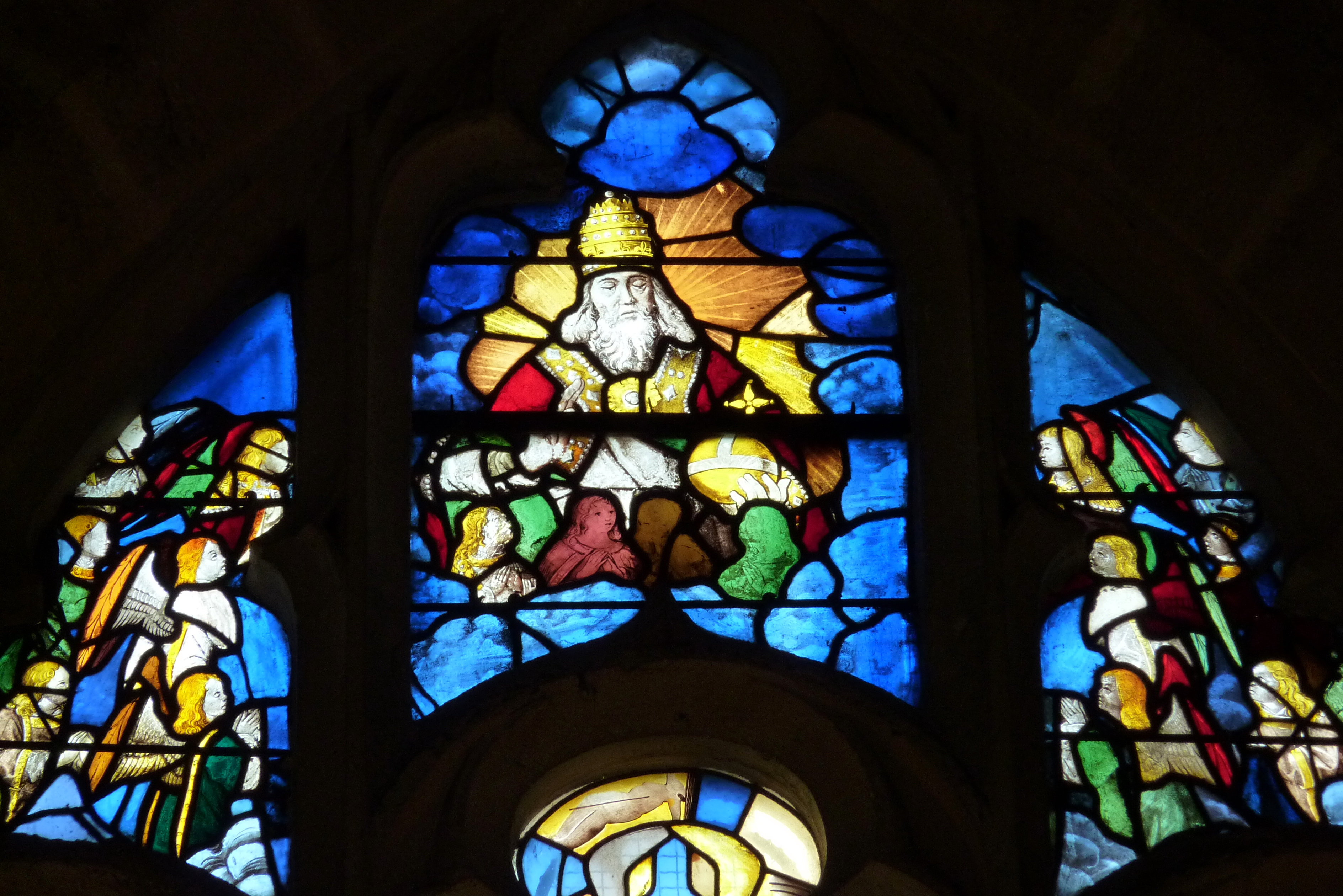
Gottvater

Von einem weiteren Fenster ist nur noch im Maßwerk die Renaissanceverglasung erhalten. Seitlich sind Engel dargestellt, in der Mitte thront Gottvater, der die Weltkugel in Händen hält und die Papstkrone auf dem Haupt trägt.